# Biserica de lemn din Broșteni, Sibiu

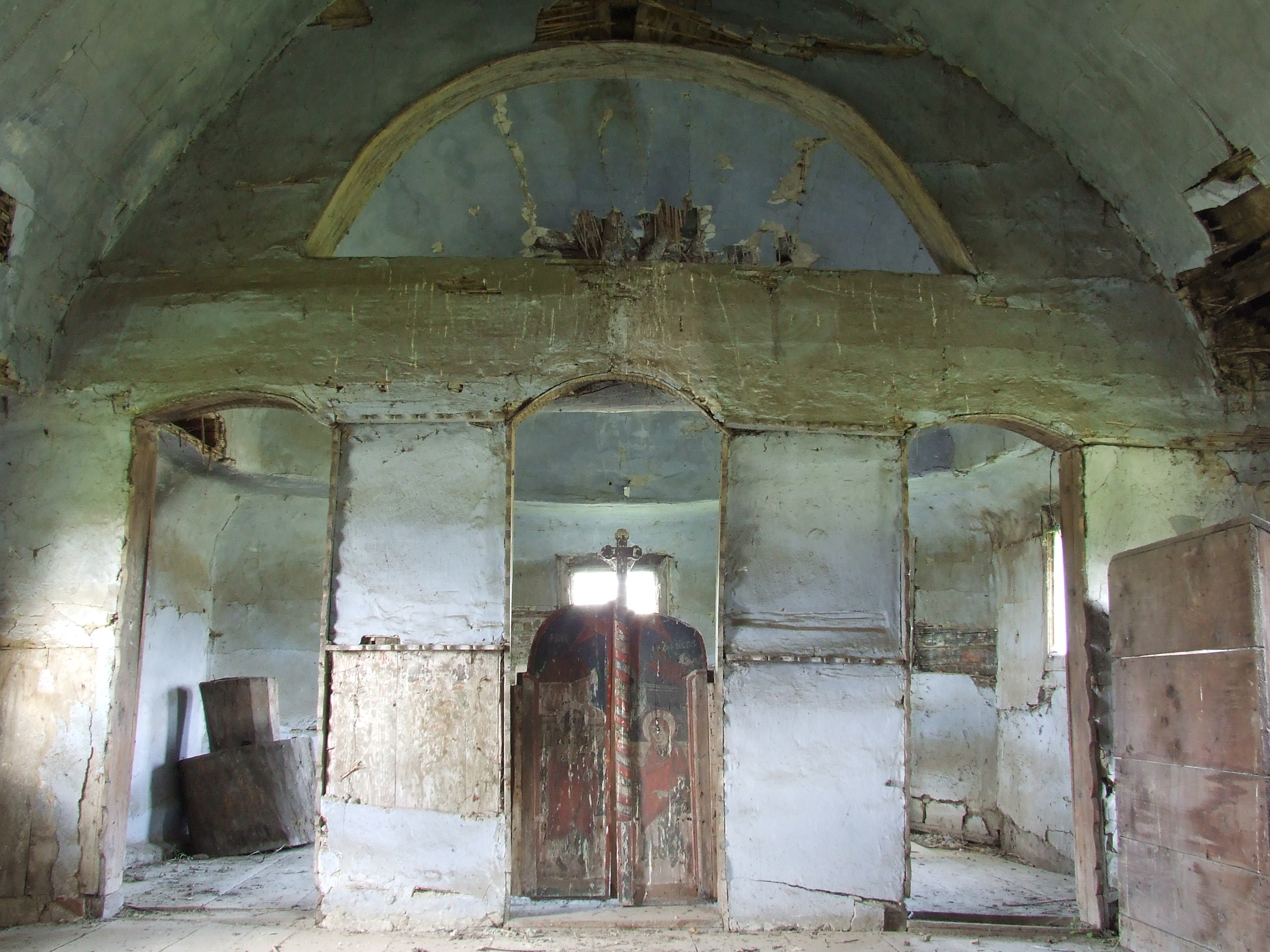
Vedere spre intrările în altarul bisericii de lemn din Broşteni

Biserica de lemn din Broșteni, comuna Păuca, județul Sibiu, este construită în anul 1743 și are hramul "Buna-Vestire". Biserica, care nu se află pe noua listă a monumentelor istorice, a fost inclusă într-un proiect ce are ca scop salvarea a 60 de biserici de lemn din nordul Olteniei și sudul Transilvaniei, proiect inițiat de către Ordinul Arhitecților din România și Fundația Dala în anul 2009.

## Istoric și trăsături
Despre istoricul acestei biserici ni se păstrează puține date. Șematismele bisericii greco-catolice precizează faptul că biserica este construită din bârne la anul 1743, hramul acesteia fiind Buna-Vestire. Aceleași surse amintesc de faptul că parohia este una veche, atributul acesta fiind susținut de inscripțiile din biserică, inscripțiile de pe crucile din cimitir dar și din însemnările păstrate pe cărțile de cult folosite în biserică. Conform acelorași surse, biserica a fost construită în 1743 pe cheltuiala următorilor: "Stoia, Man, Ioan, Man, Vasile, Sora, Maria, Maria, Ana care toți sunt zugrăviți deasupra intrării în biserică, și care toți sunt membrii ai familiei Neagoescilor."  Din păcate, de la începutul secolului XX, biserica a suferit modificări, pictura interioară fiind distrusă în urma tencuirii pereților.
Patru din crucile amintite în Șemanismul publicat în anul 1900 au fost duse la Sibiu. Aceste cruci de piatră sunt datate din secolul al XVIII și sunt înscrise în noua listă a monumentelor istorice sub codul SB-IV-a-B-12610.
Din punct de vedere constructiv, biserica se încadrează în tipologia zonei. Asemănătoare cu biserica de lemn din Presaca, biserica de lemn din Broșteni are planul dreptunghiular completat în partea de răsărit cu o absidă poligonală cu cinci laturi, ușor decroșată. Spațiul interior este împărțit după regulile cultului în pronaos, naos și absida altarului. Biserica are două intrări, una pe latura de sud iar cea de-a doua pe latura de vest. Amândouă deschiderile oferă acces spre pronaosul bisericii care are un tavan din scândură. Pronaosul este despărțit de naosul bisericii printr-un perete de lemn, ce are în jumătatea superioară decupate spații pentru a putea fi urmărită slujba de credincioșii aflați în pronaos. Trecerea dintre cele două încăperi se face printr-un spațiu care nu este central, ci este puțin deplasat spre stânga. Naosul este acoperit de o  boltă semicilindrică. O grindă tirant leagă pereții naosului. Accesul spre absida altarului se face prin cele două uși diaconești sau prin ușile împărătești. În interiorul bisericii încă se păstrează vechile uși împărătești. Absida altarului este acoperită la rândul său cu o boltă semicilindrică terminată cu un sfert de sferă.
Acoperișul bisericii este unitar și este din țiglă. Dacă în partea de răsărit acoperișul urmează forma absidei altarului, în partea de vest acoperișul bisericii se termină drept, prelungind latura de vest a bisericii. Lângă biserică, spre sud-vest este amplasată o mică clopotniță.
Pentru tencuirea bisericii s-a utilizat stuful ca material de legătură. Această operațiune de acoperire a bârnelor a determinat deteriorarea picturii interioare. Cu toate acestea se pot observa, în absida altarului sau în naos, ca urmare a picării tencuielii urme ale vechii picturi.  

## Imagini

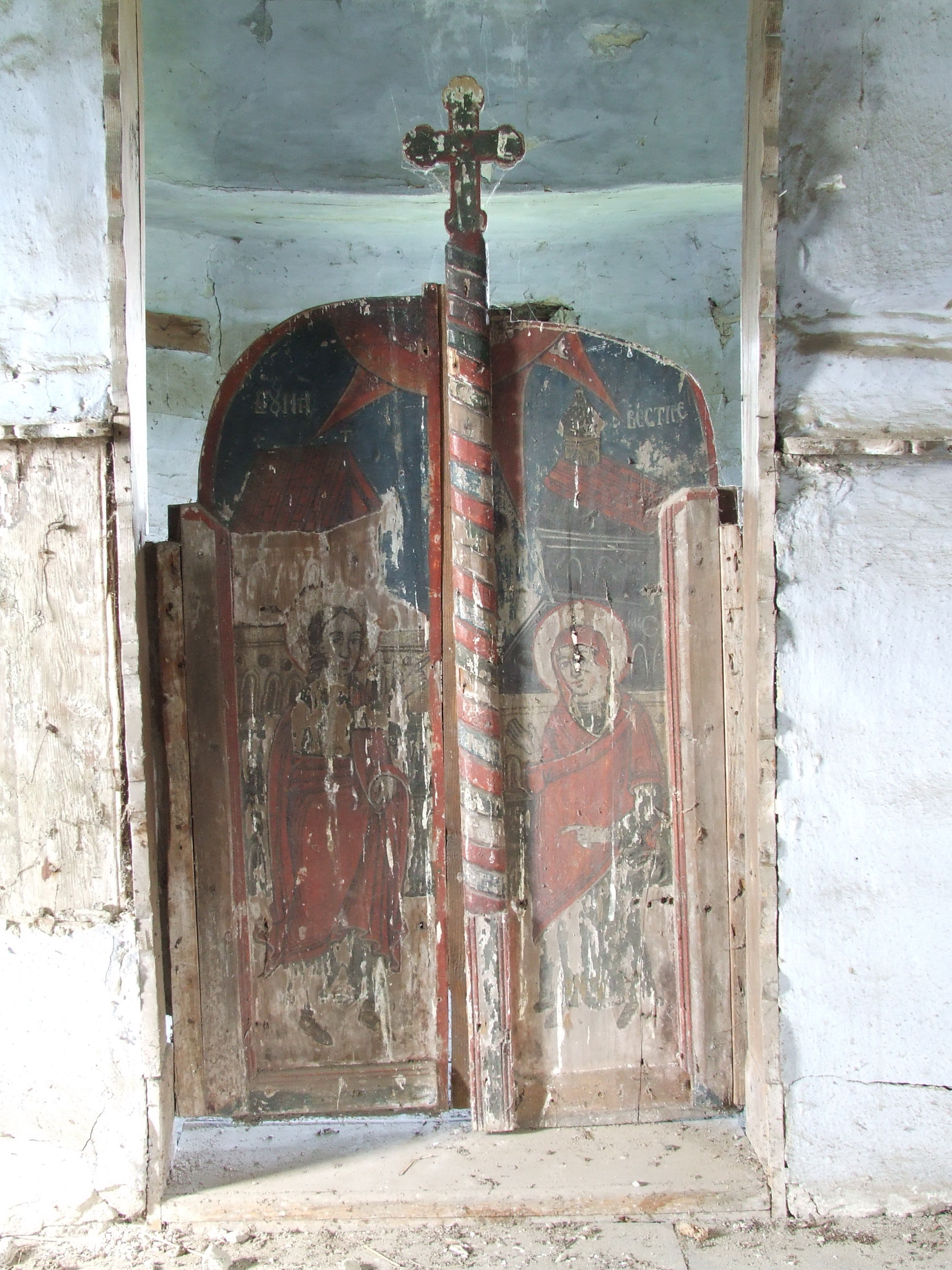
Uşile împărăteşti
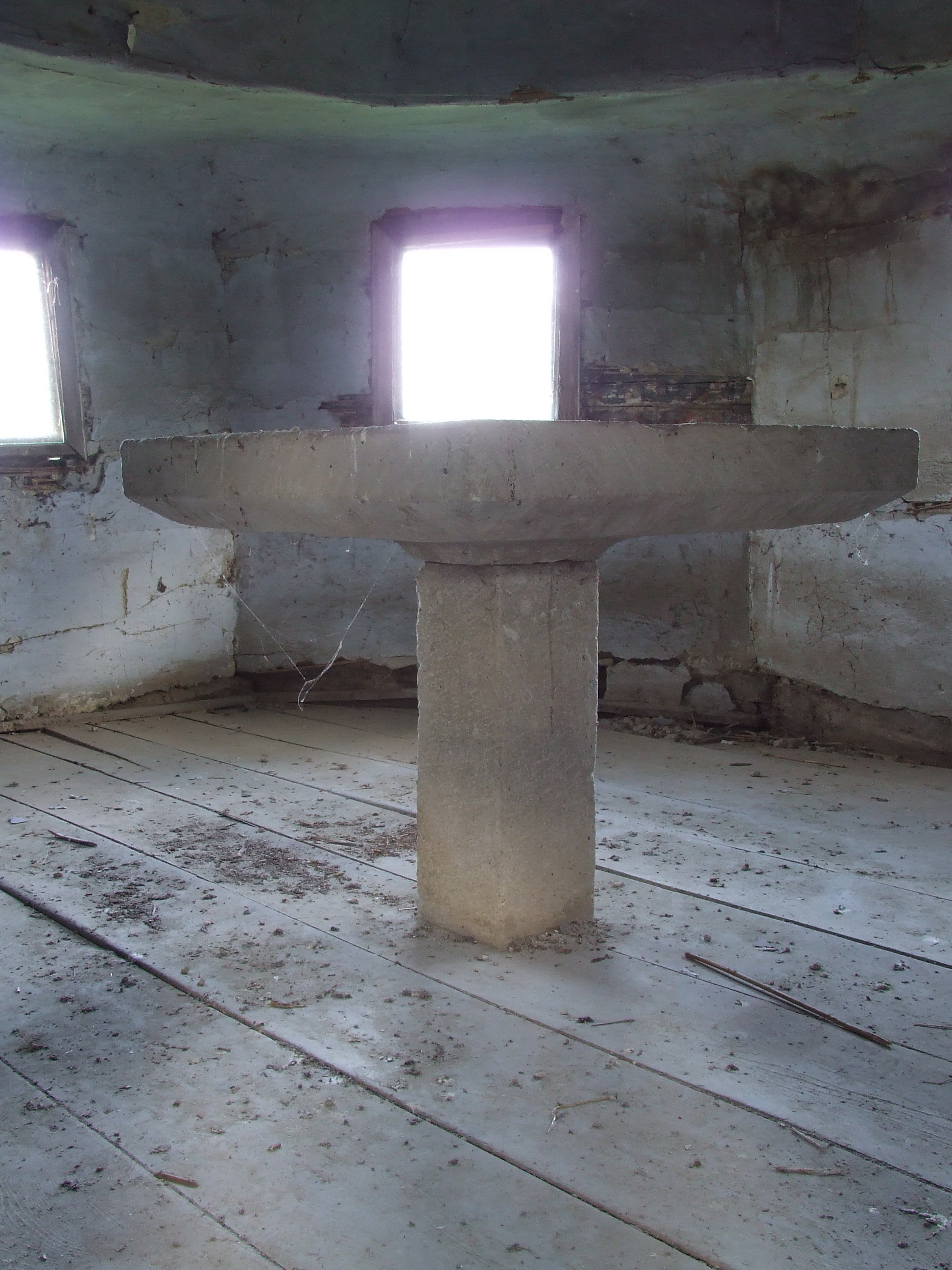
Masa altarului
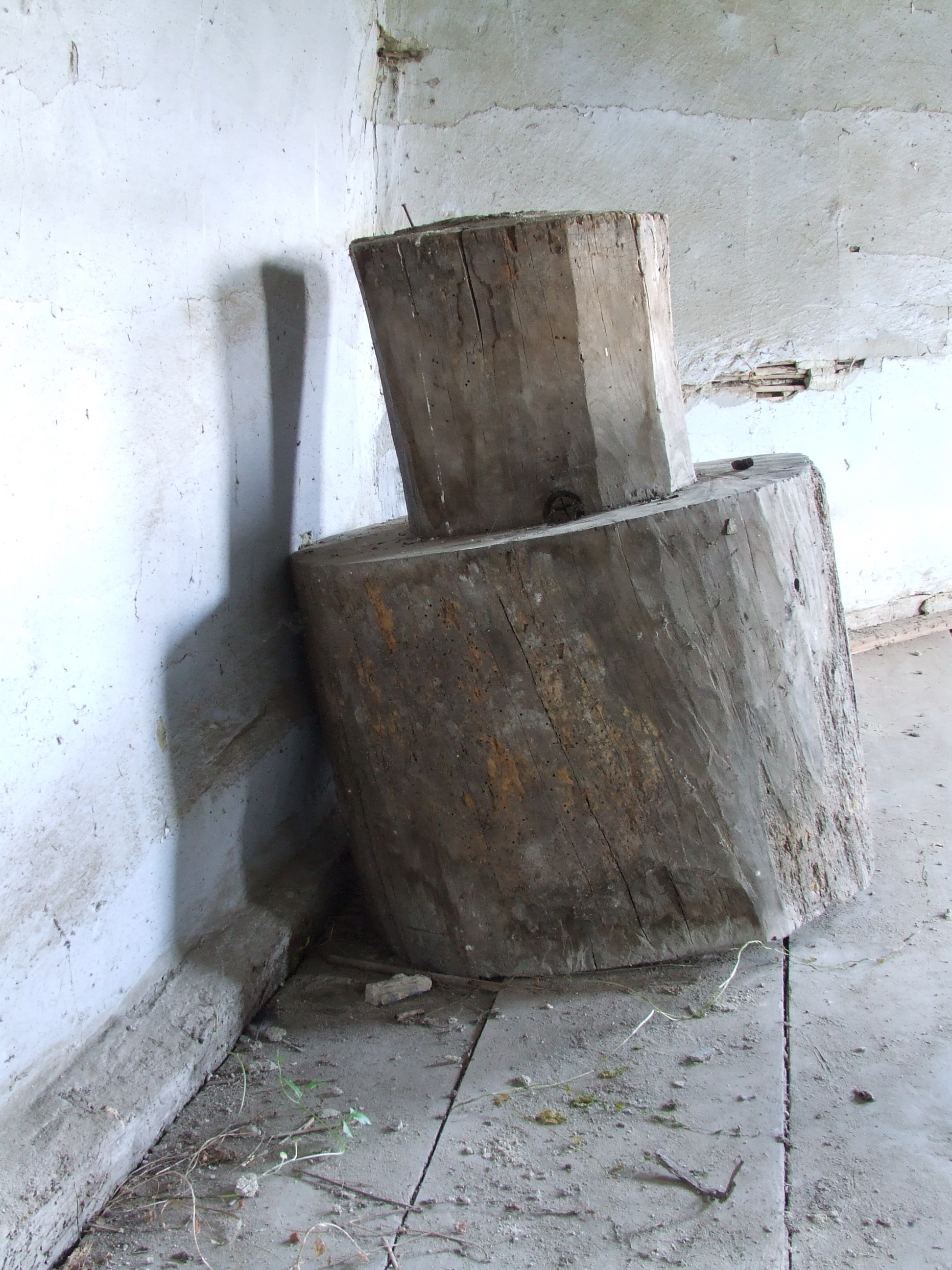
Vechiul picior al mesei altarului
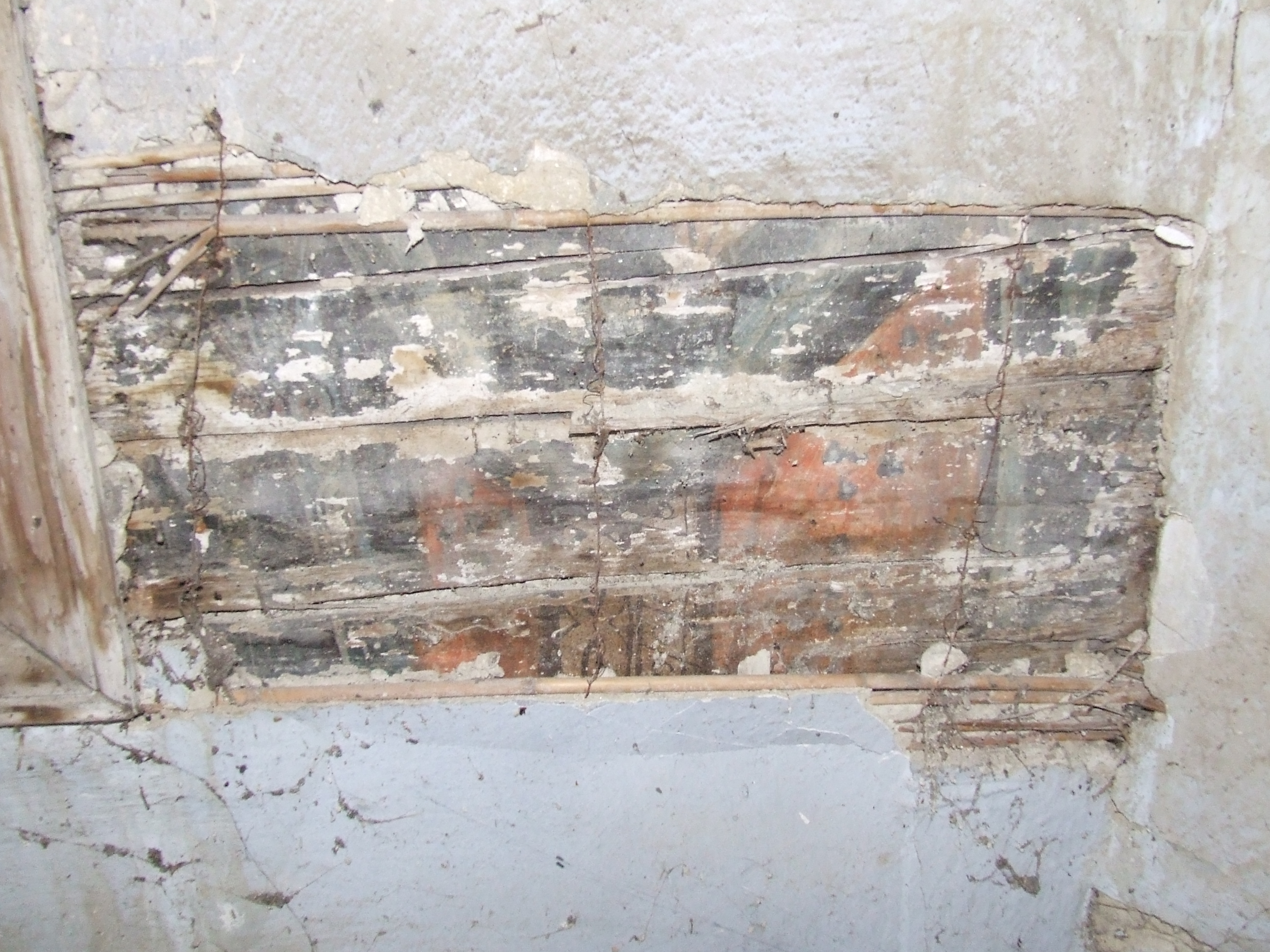
Urme de pictură în absida altarului
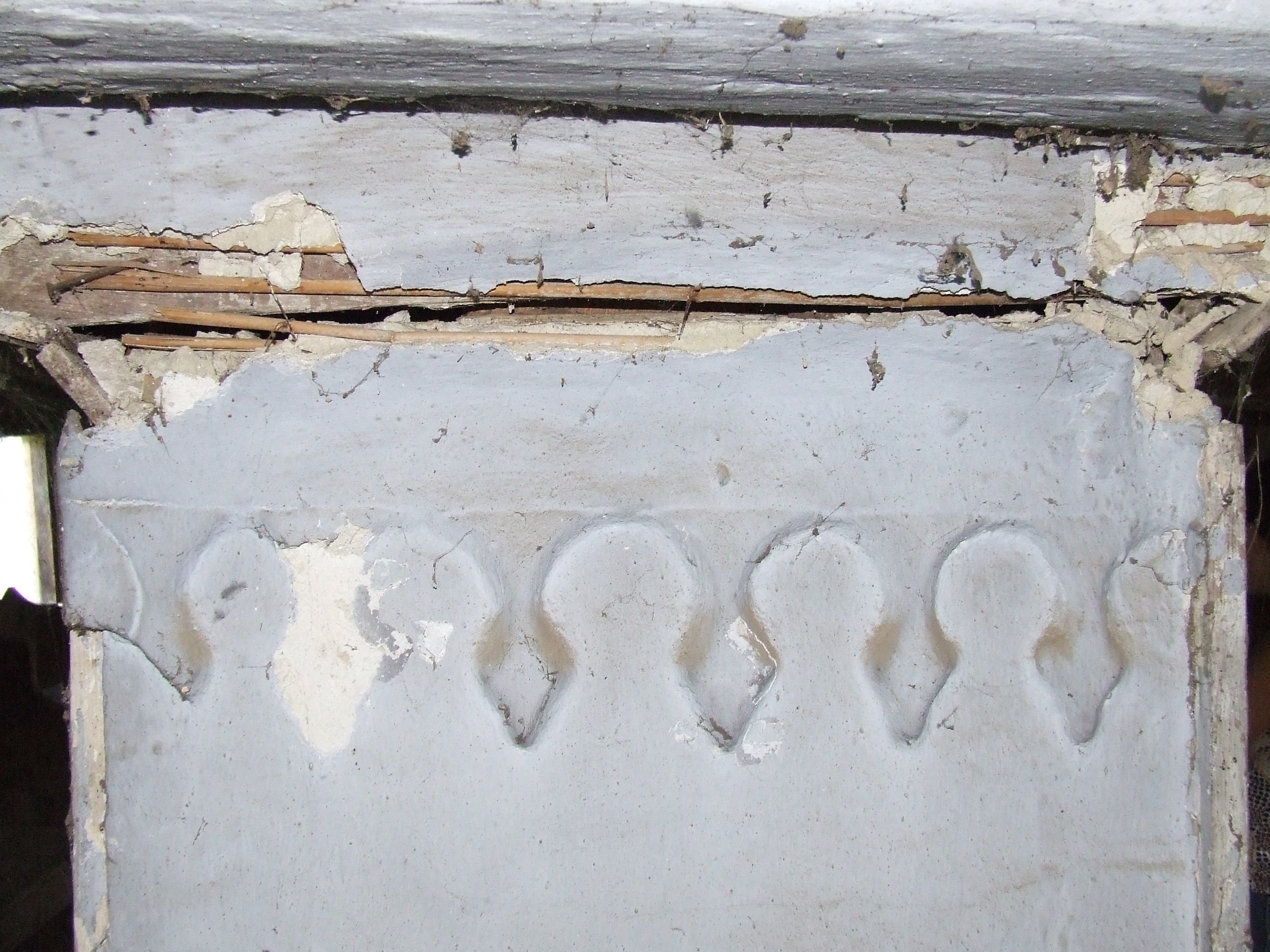
Decoraţiuni în absida altarului
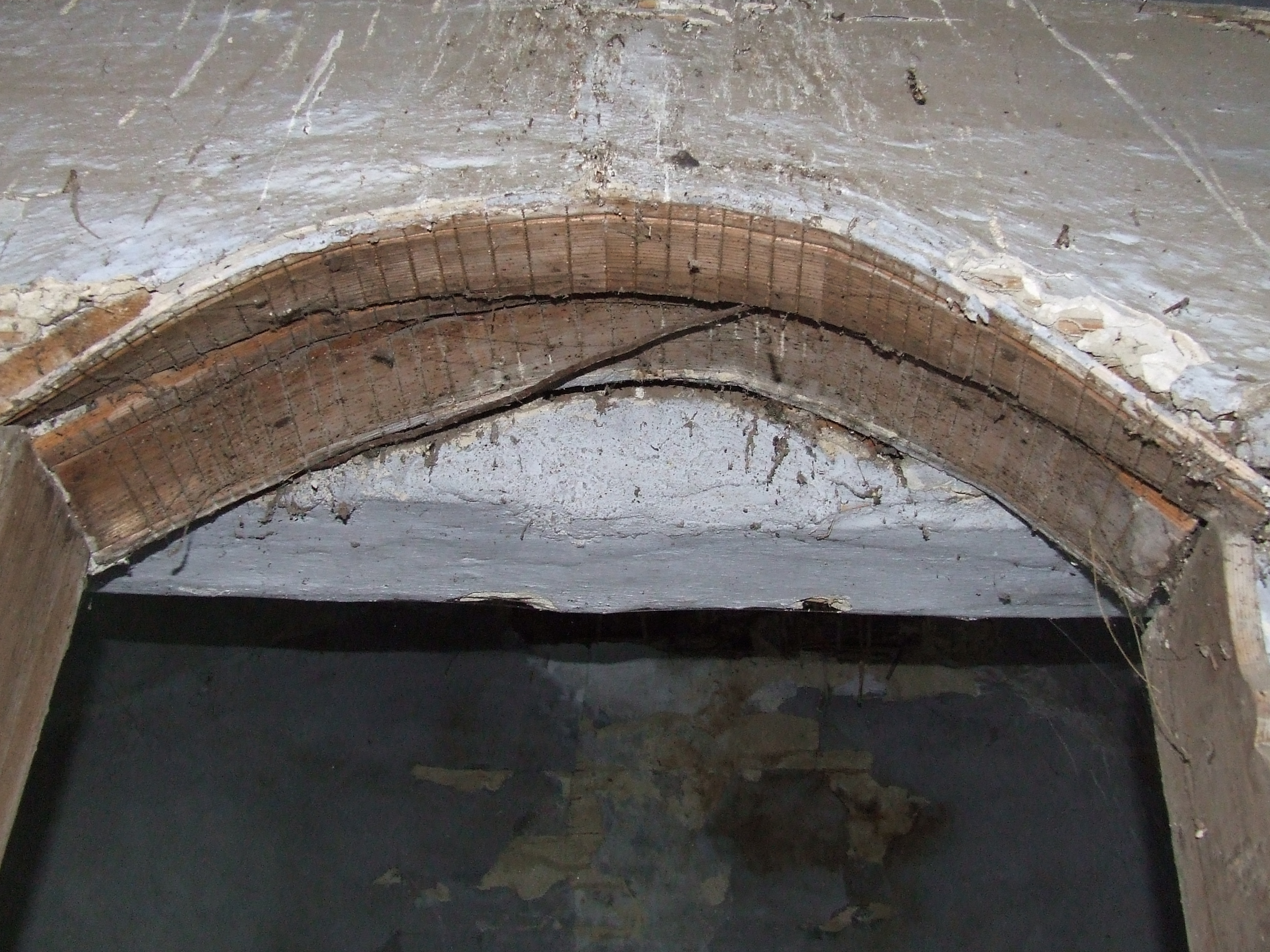
Crestături la intrarea în absida altarului
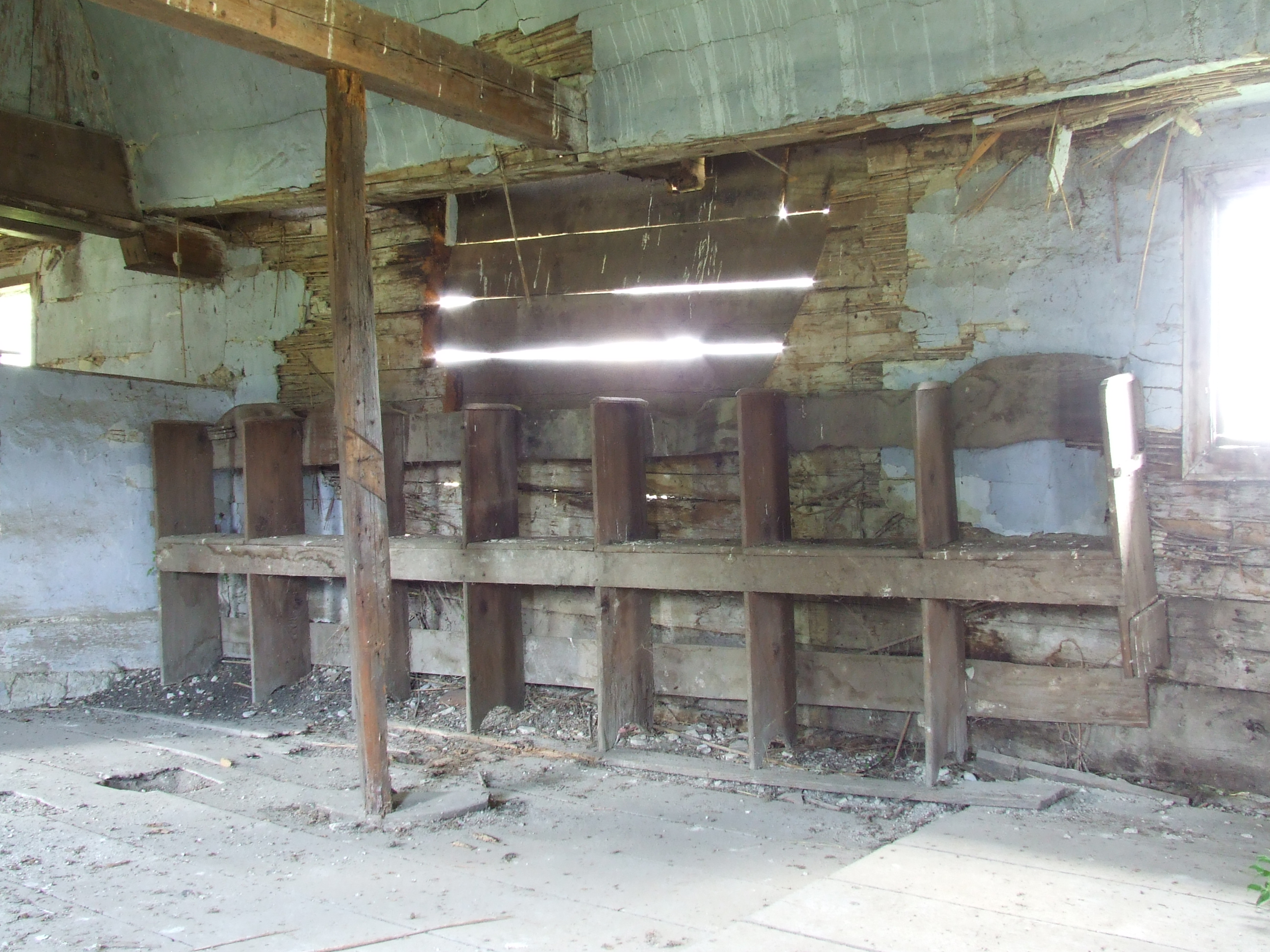
Peretele naosului, deteriorat
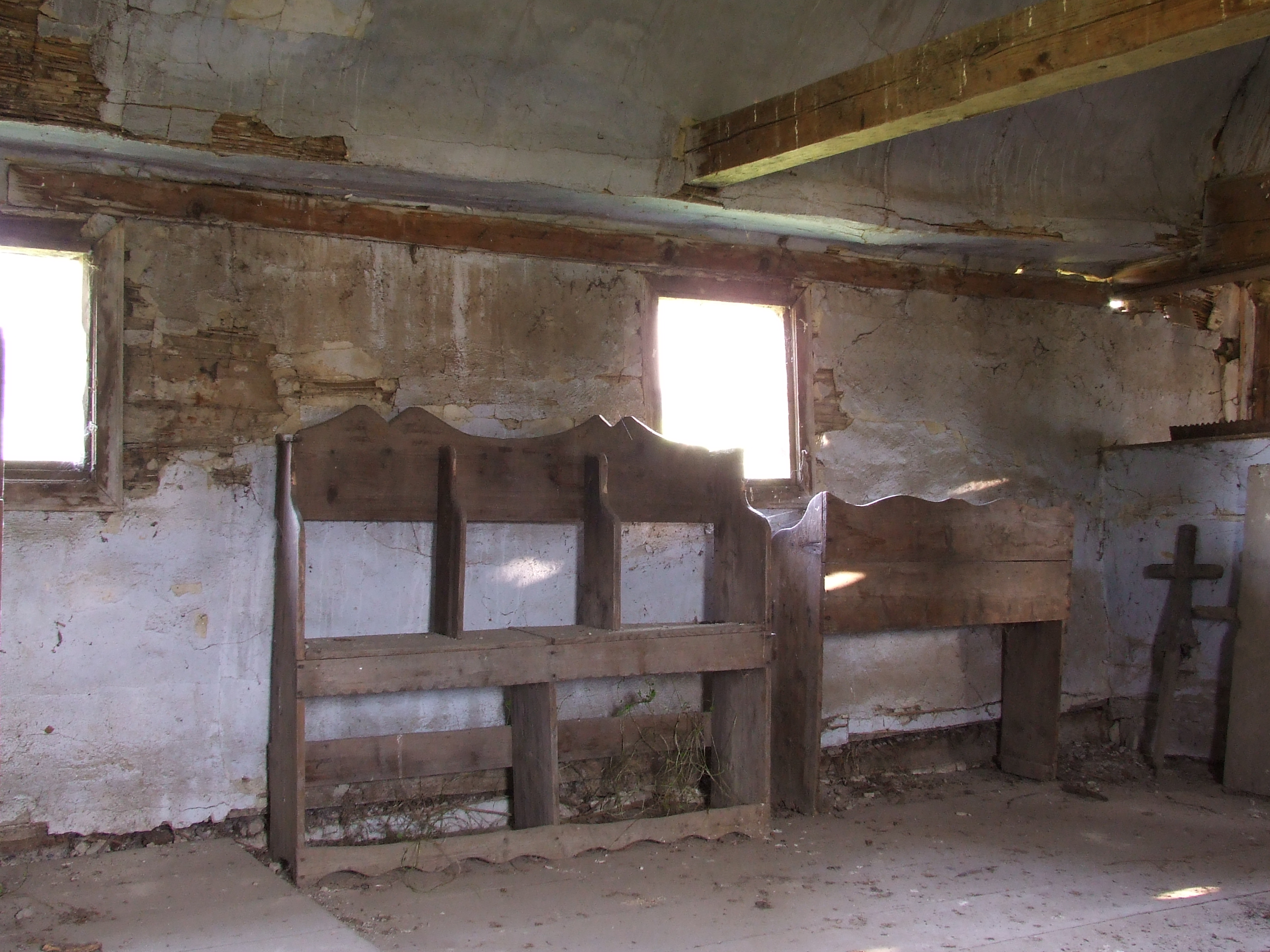
Peretele de sud al naosului
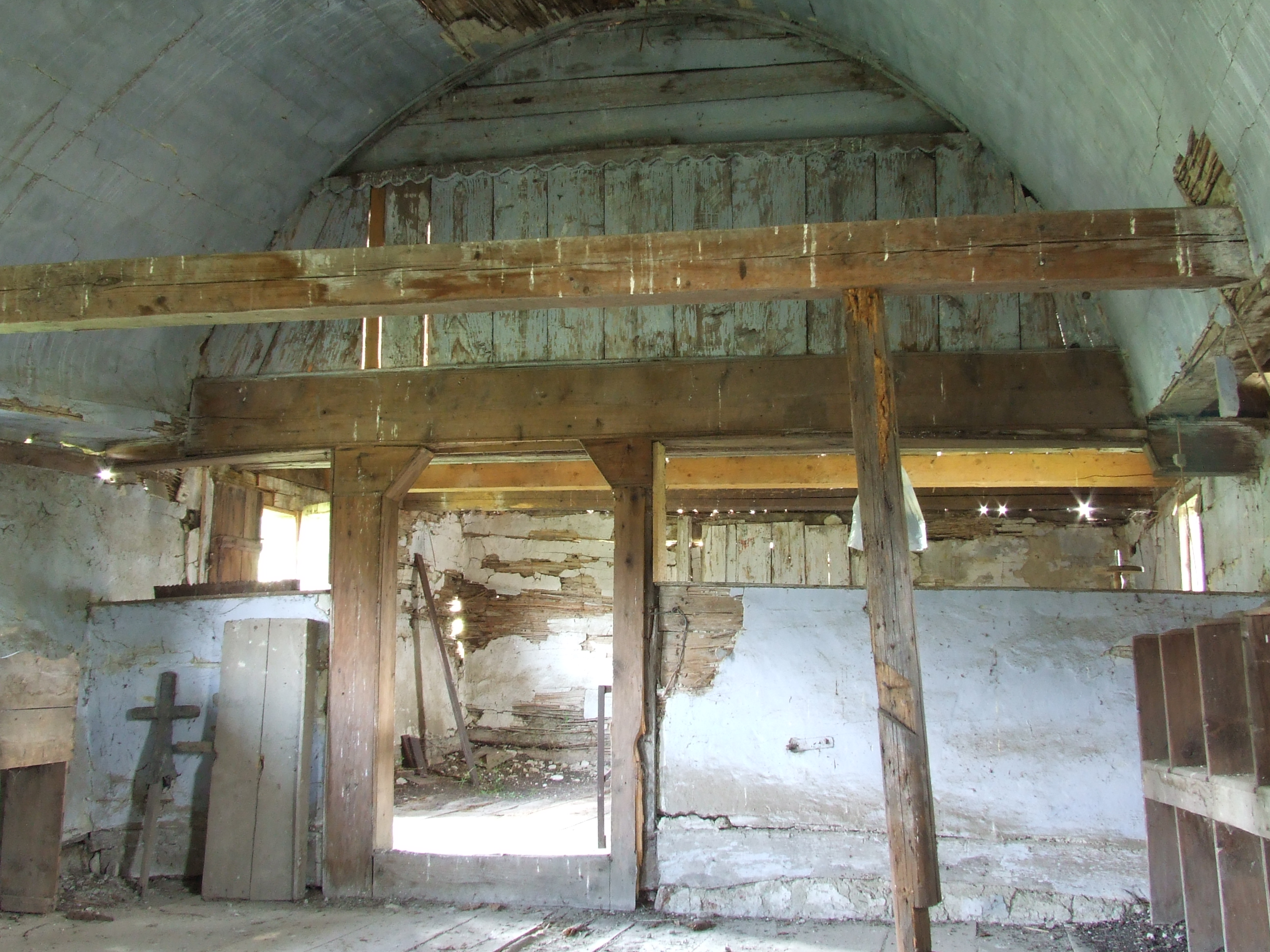
Trecerea din naos în pronaos
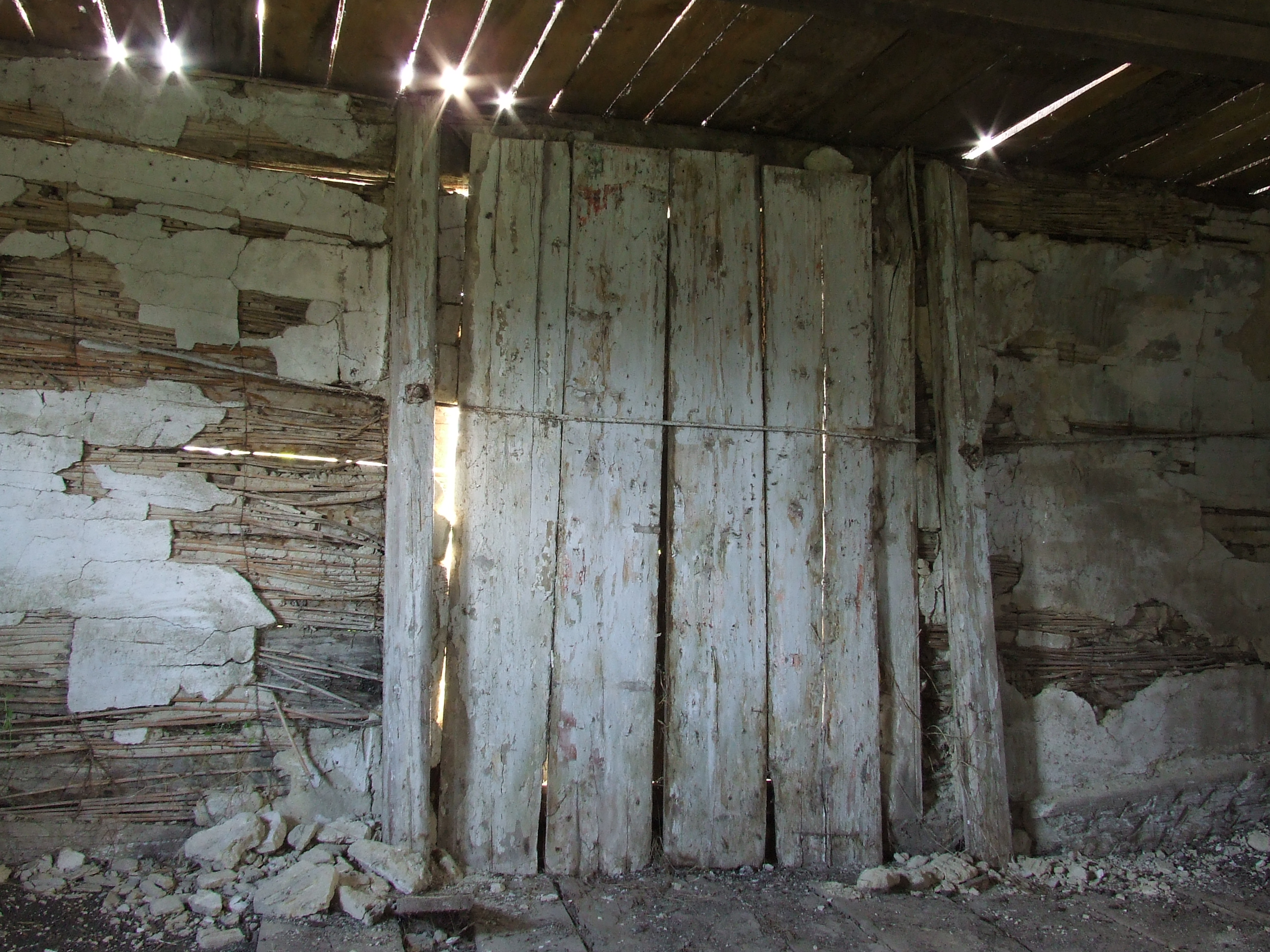
Uşa bisericii de pe latura de vest
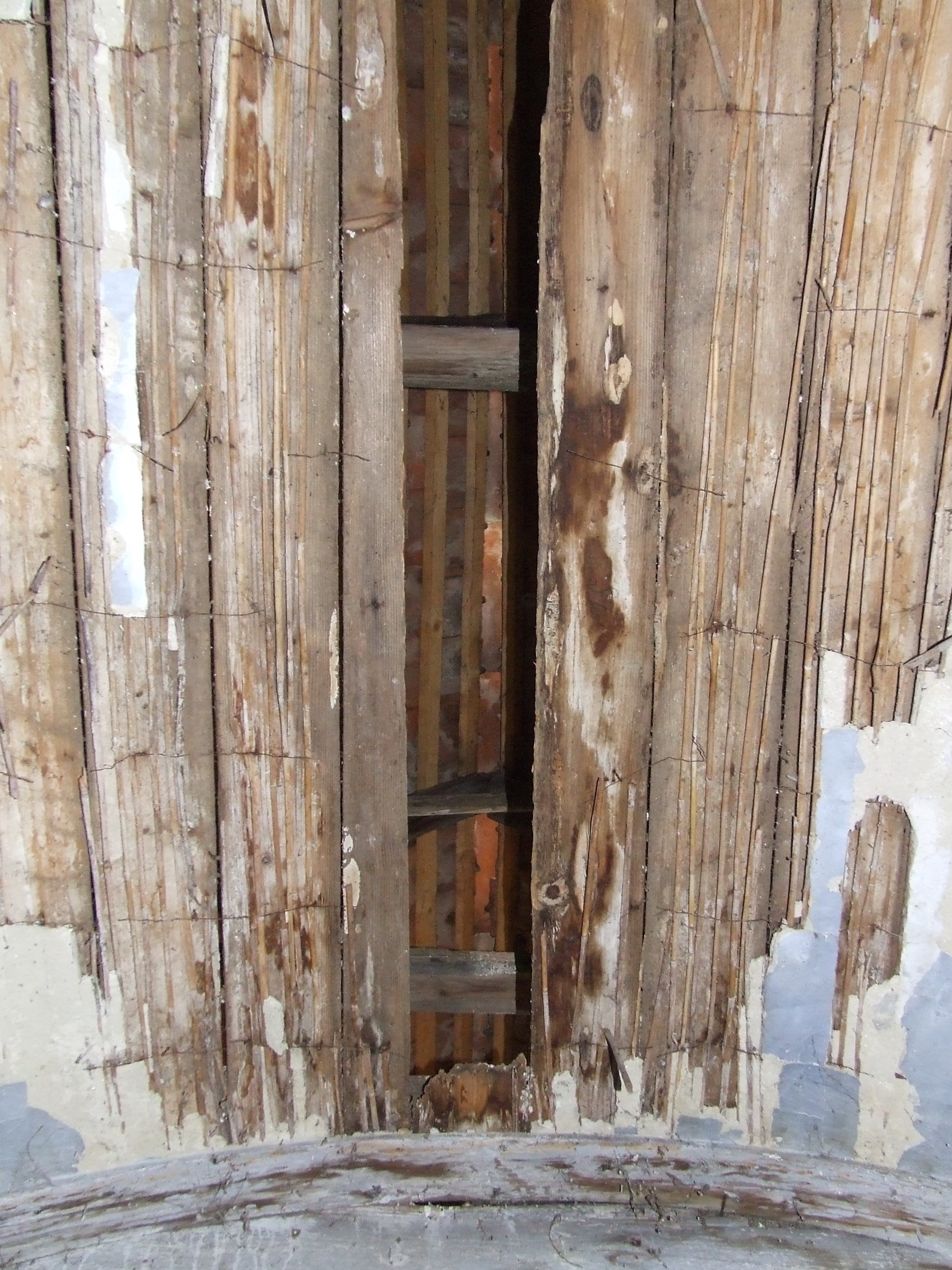
Bolta naosului, deteriorată
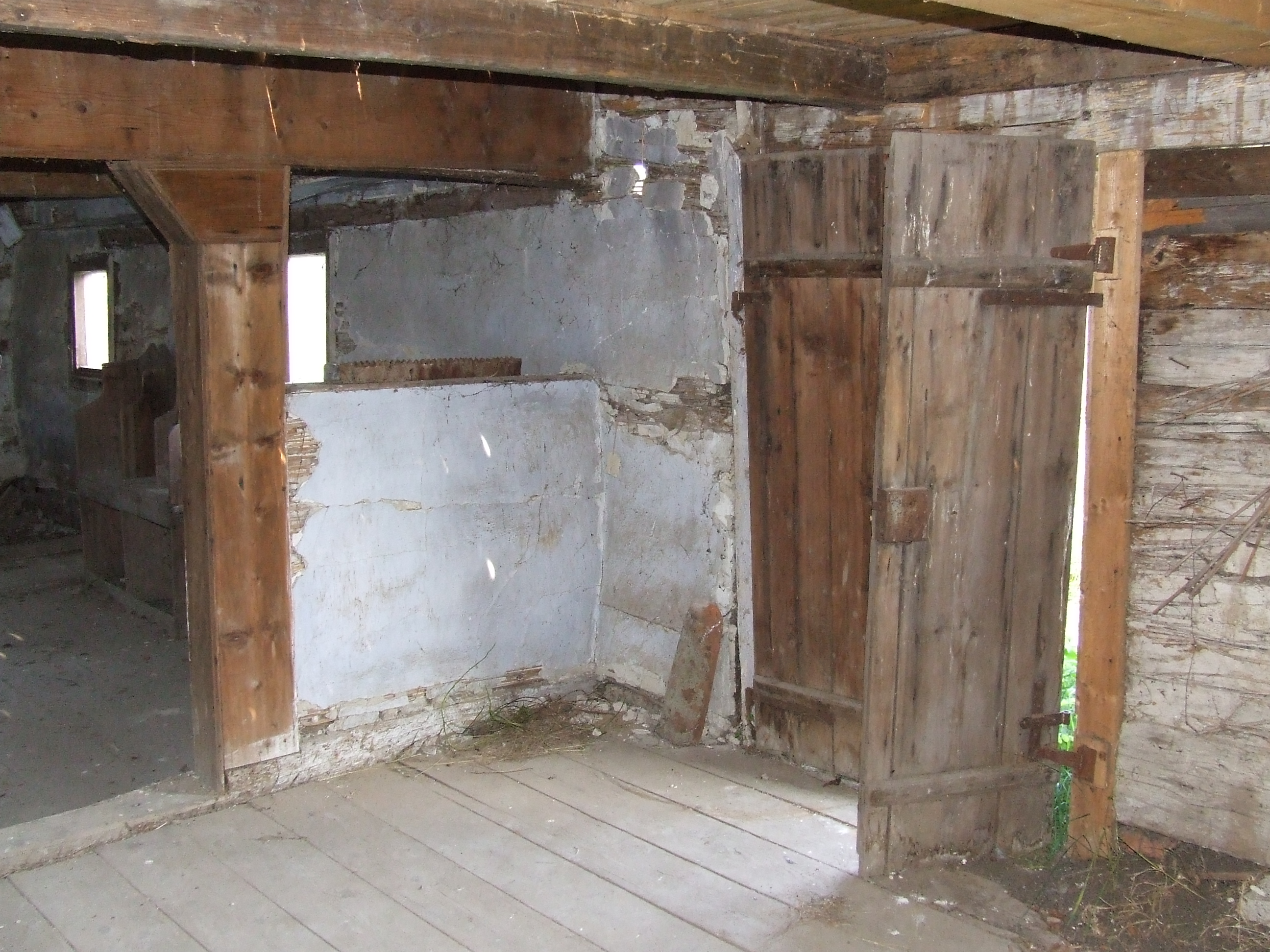
Uşa bisericii de pe latura de sud
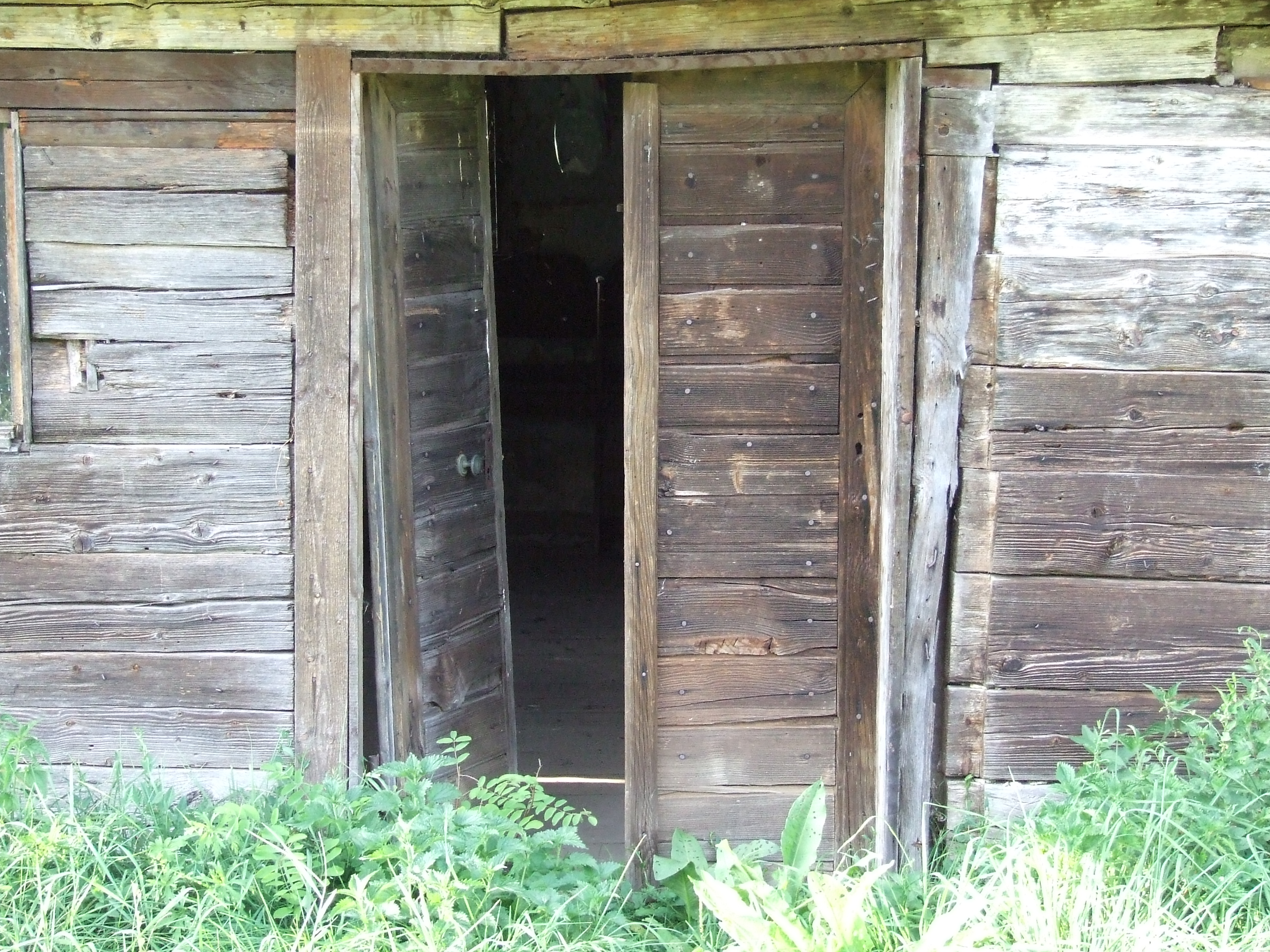
Uşa bisericii de pe latura de sud-exterior
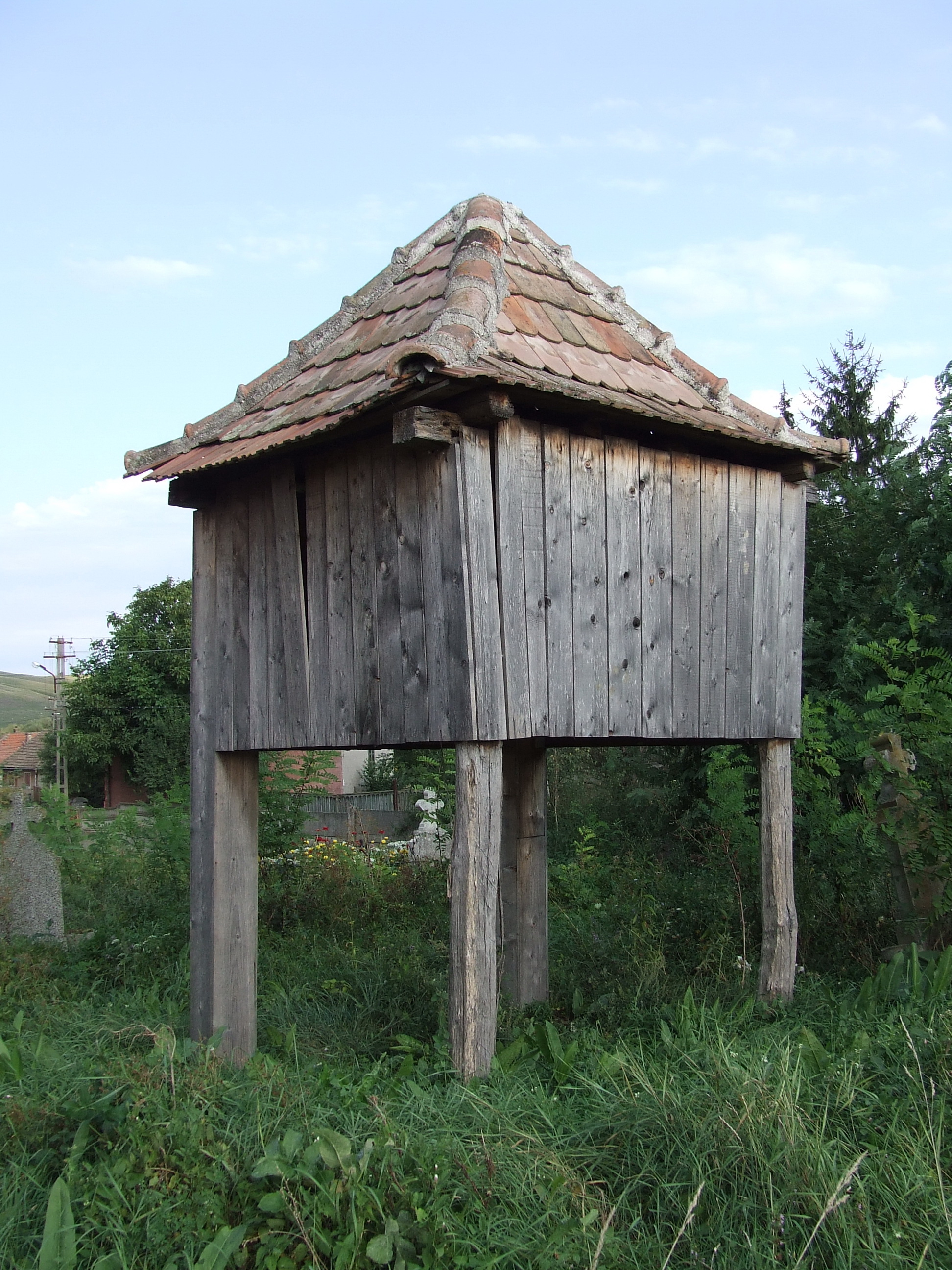
Clopotniţa
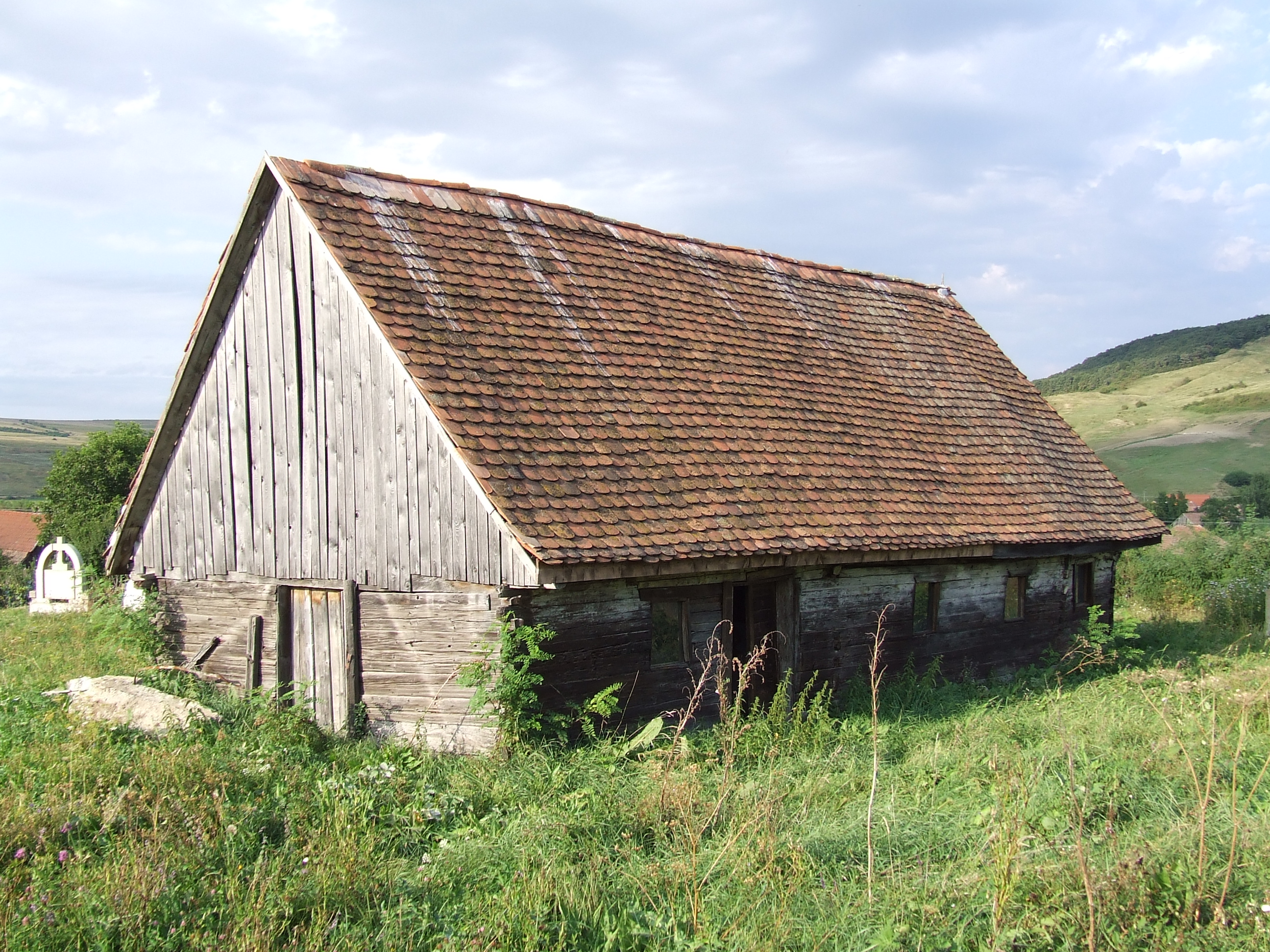
Biserica
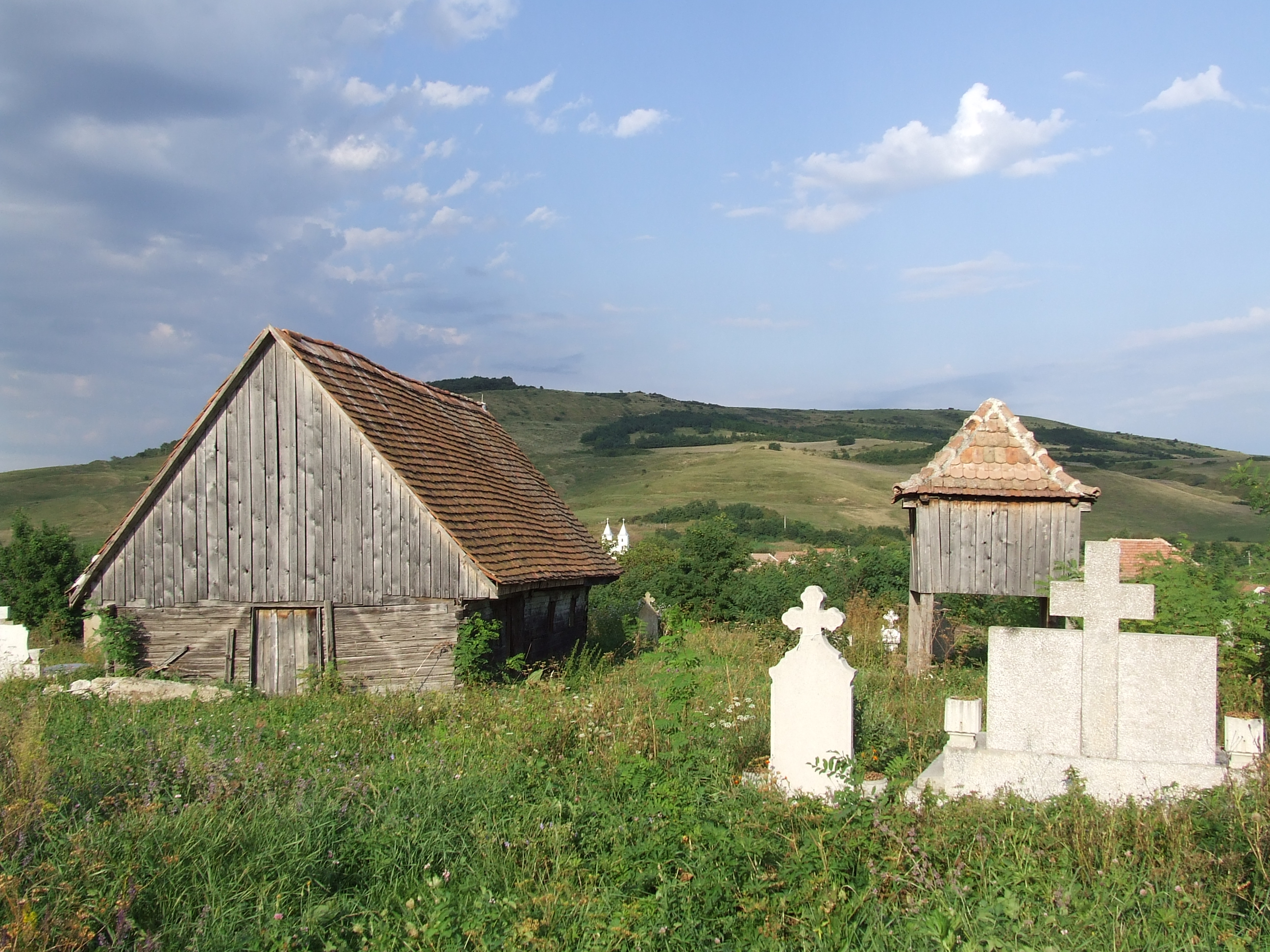
Vedere de ansamblu
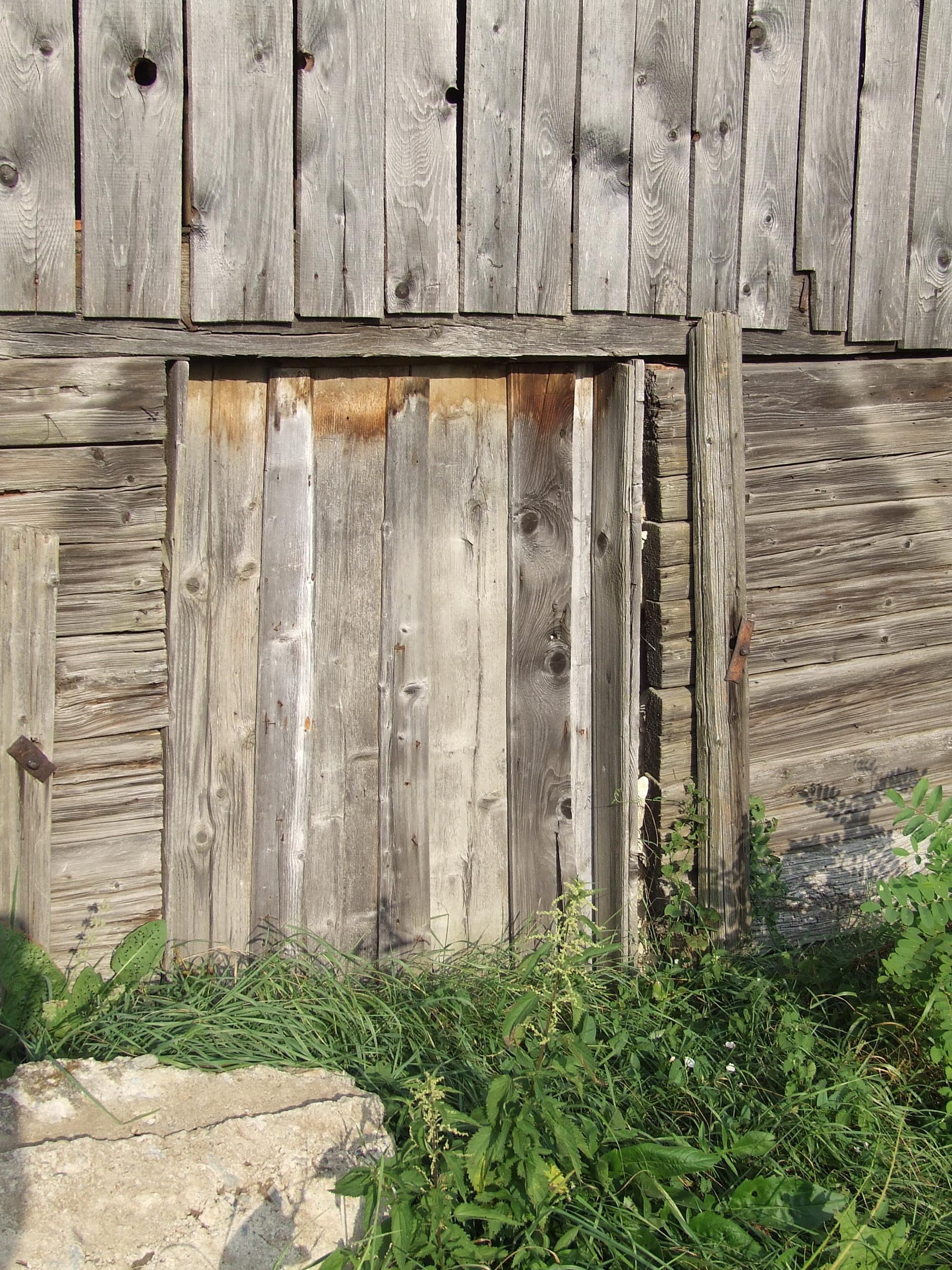
Uşa bisericii de pe latura de vest-exterior
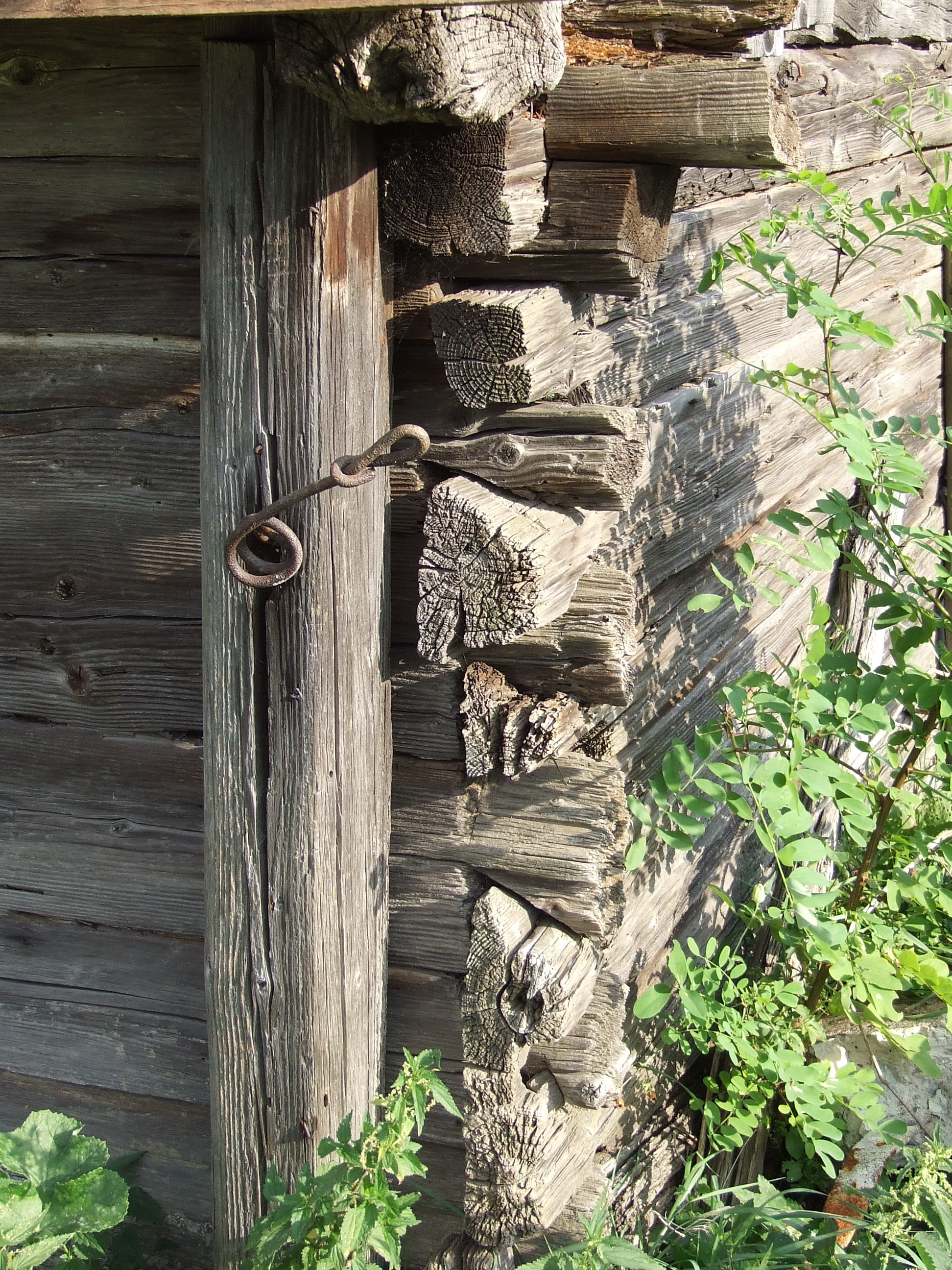
Îmbinare
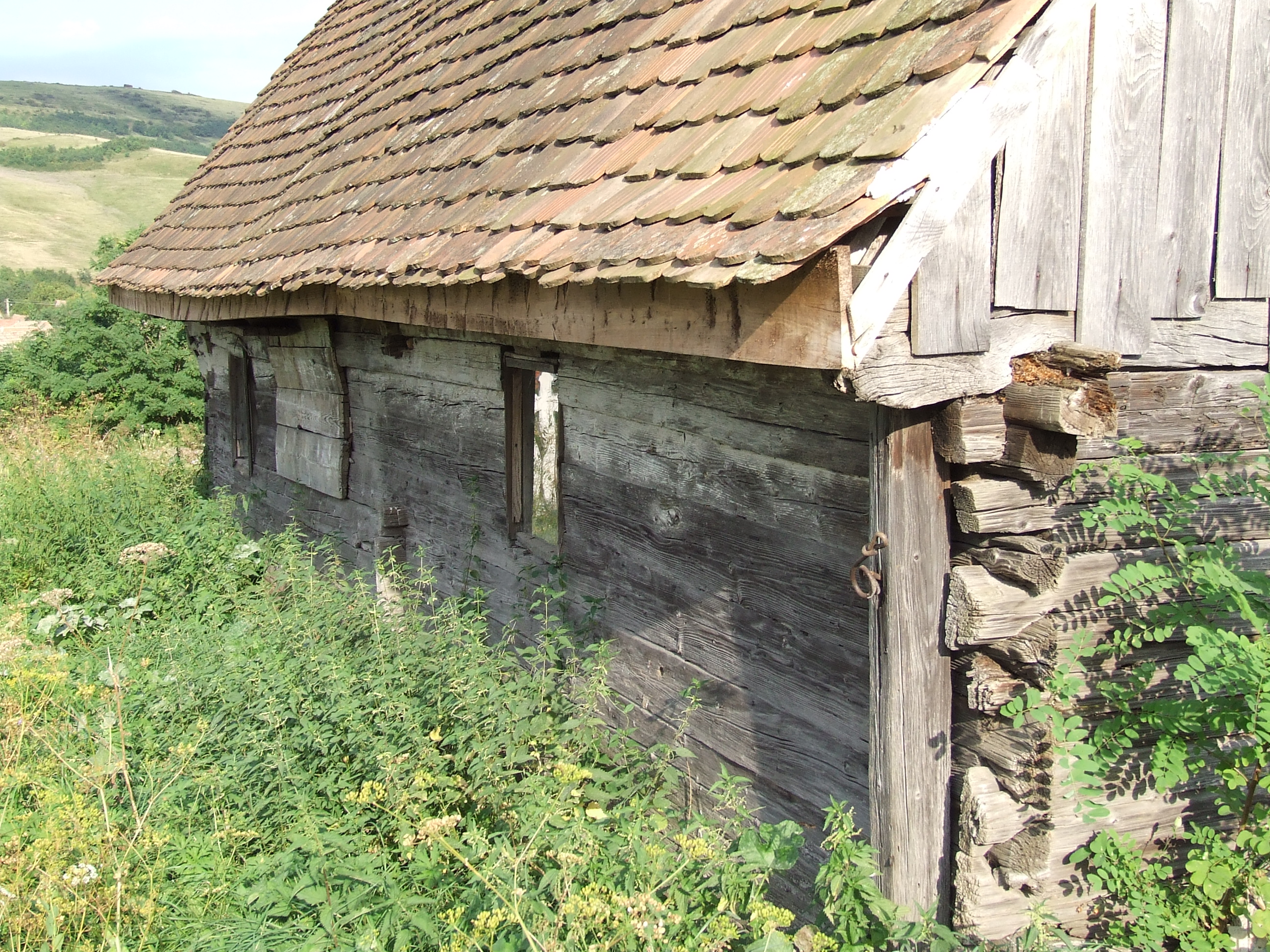
Latura de nord a bisericii
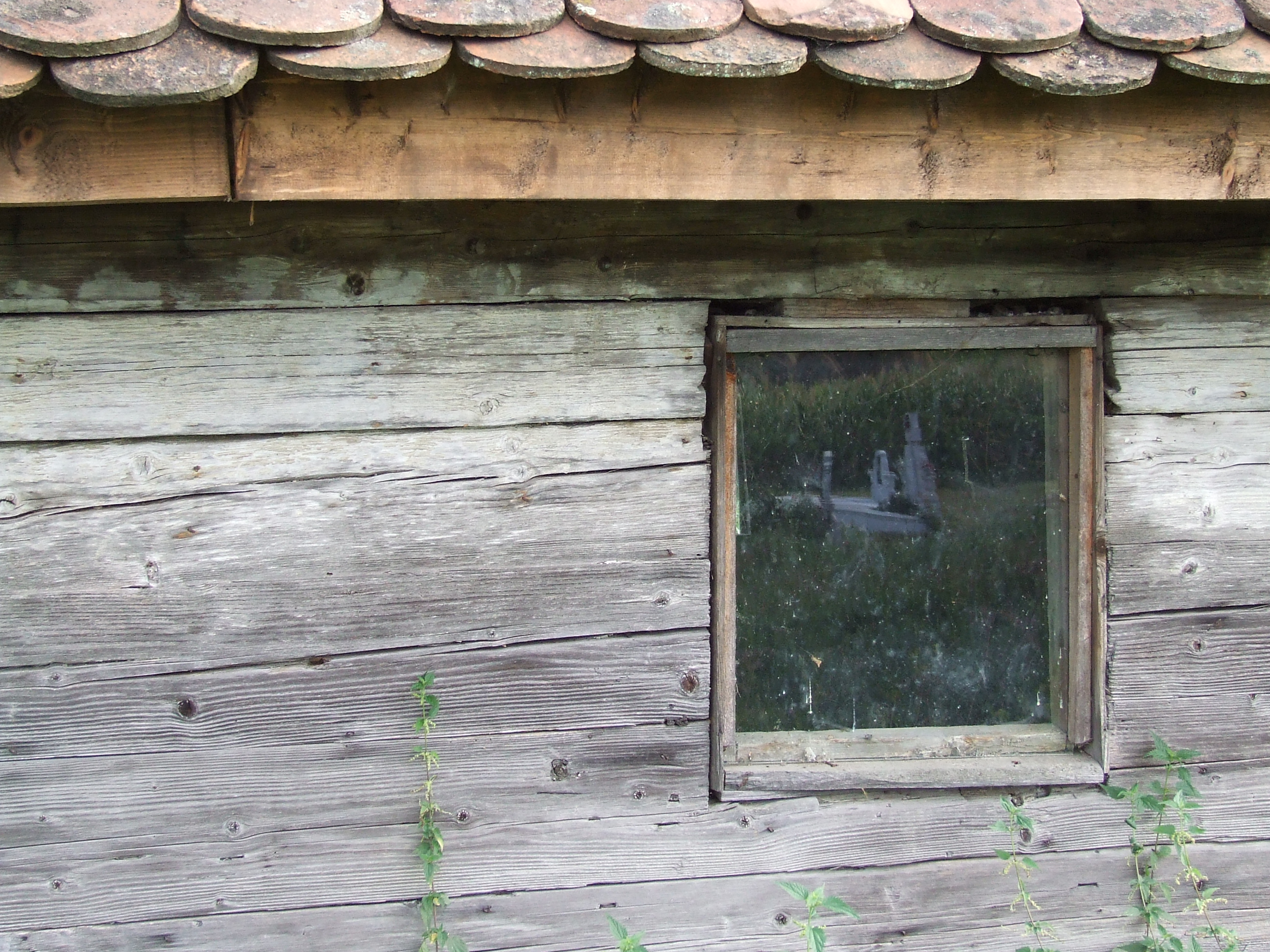
Fereastră
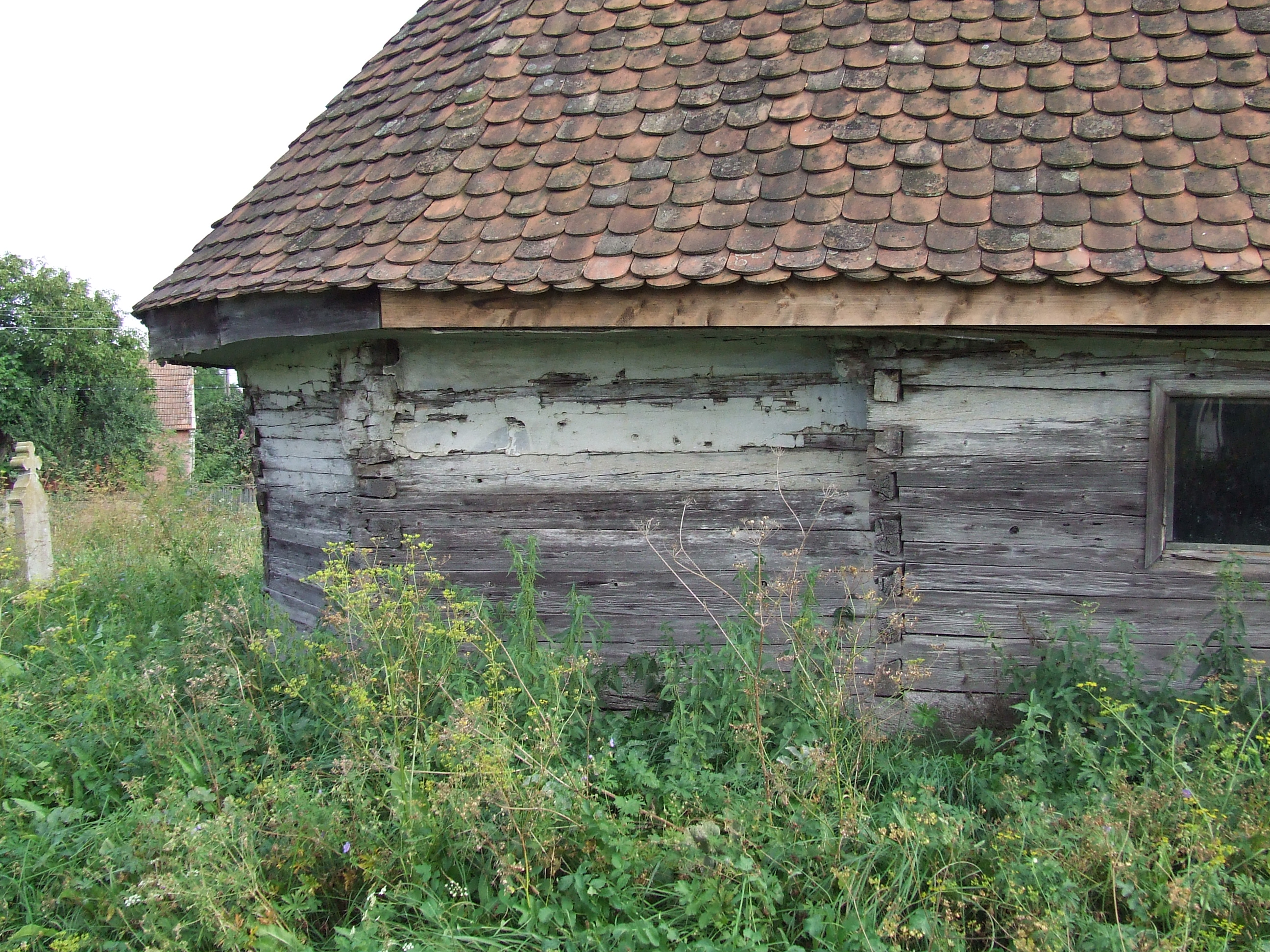
Absida altarului, vedere laterală
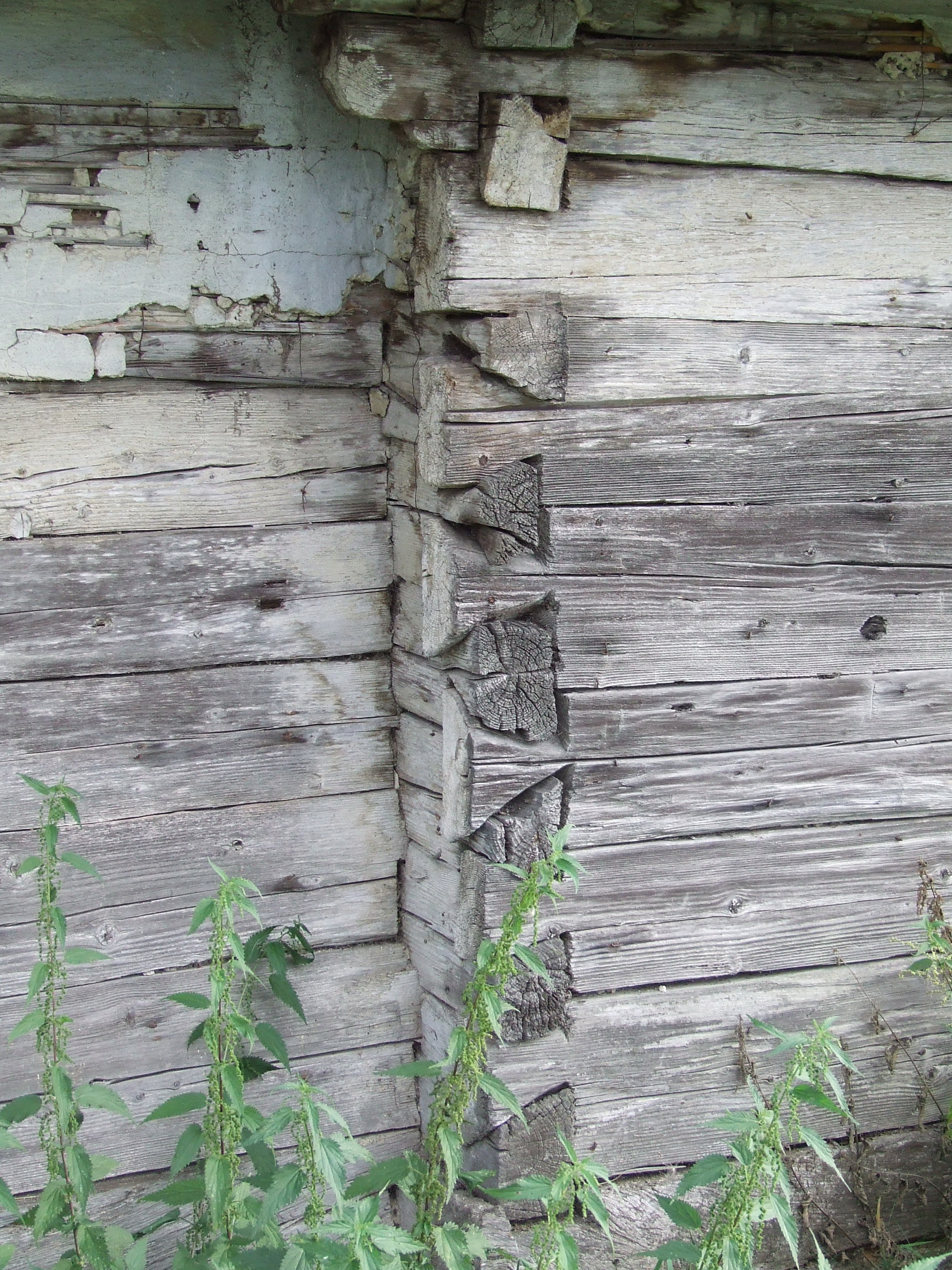
Îmbinare
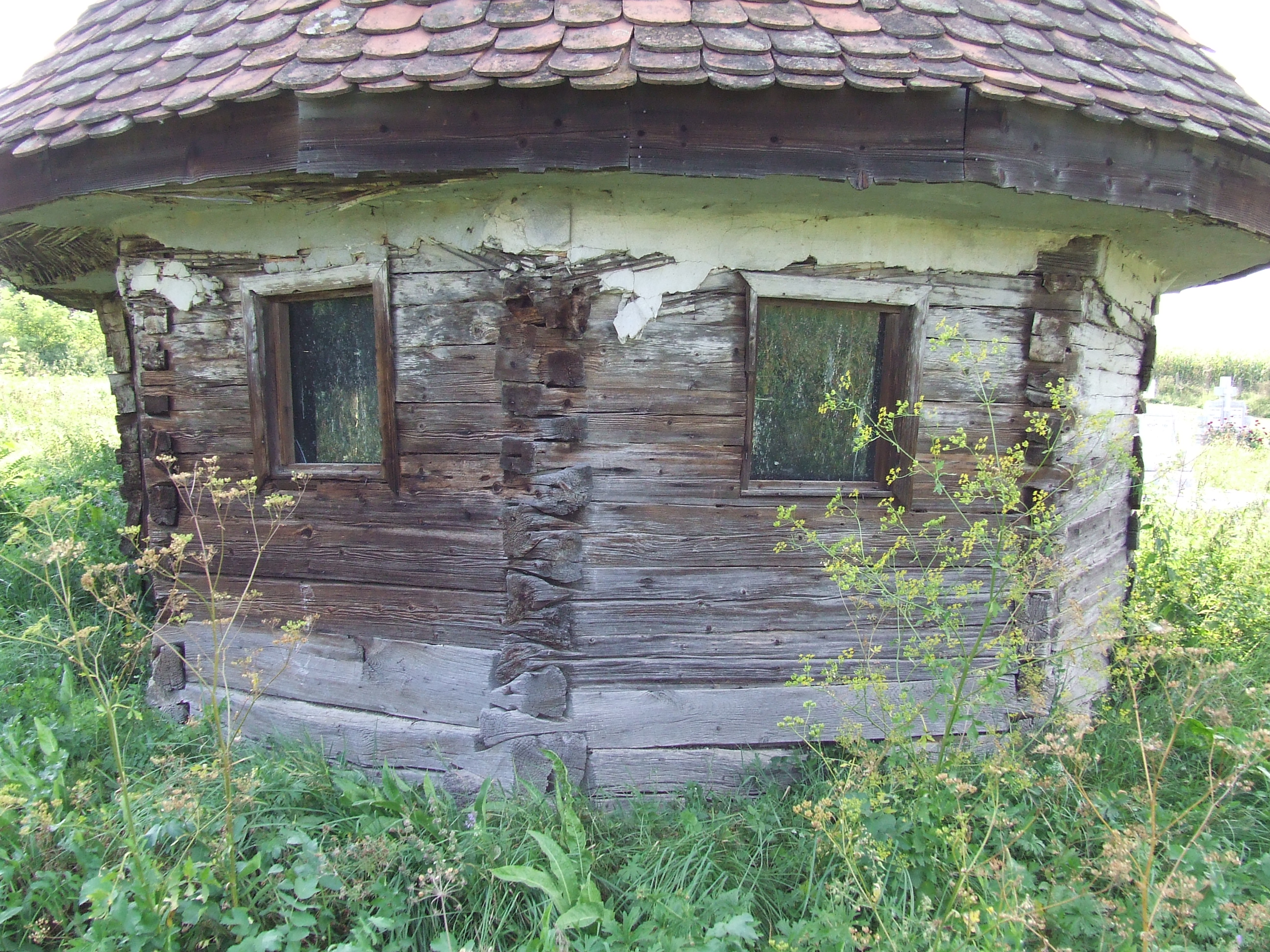
Absida altarului
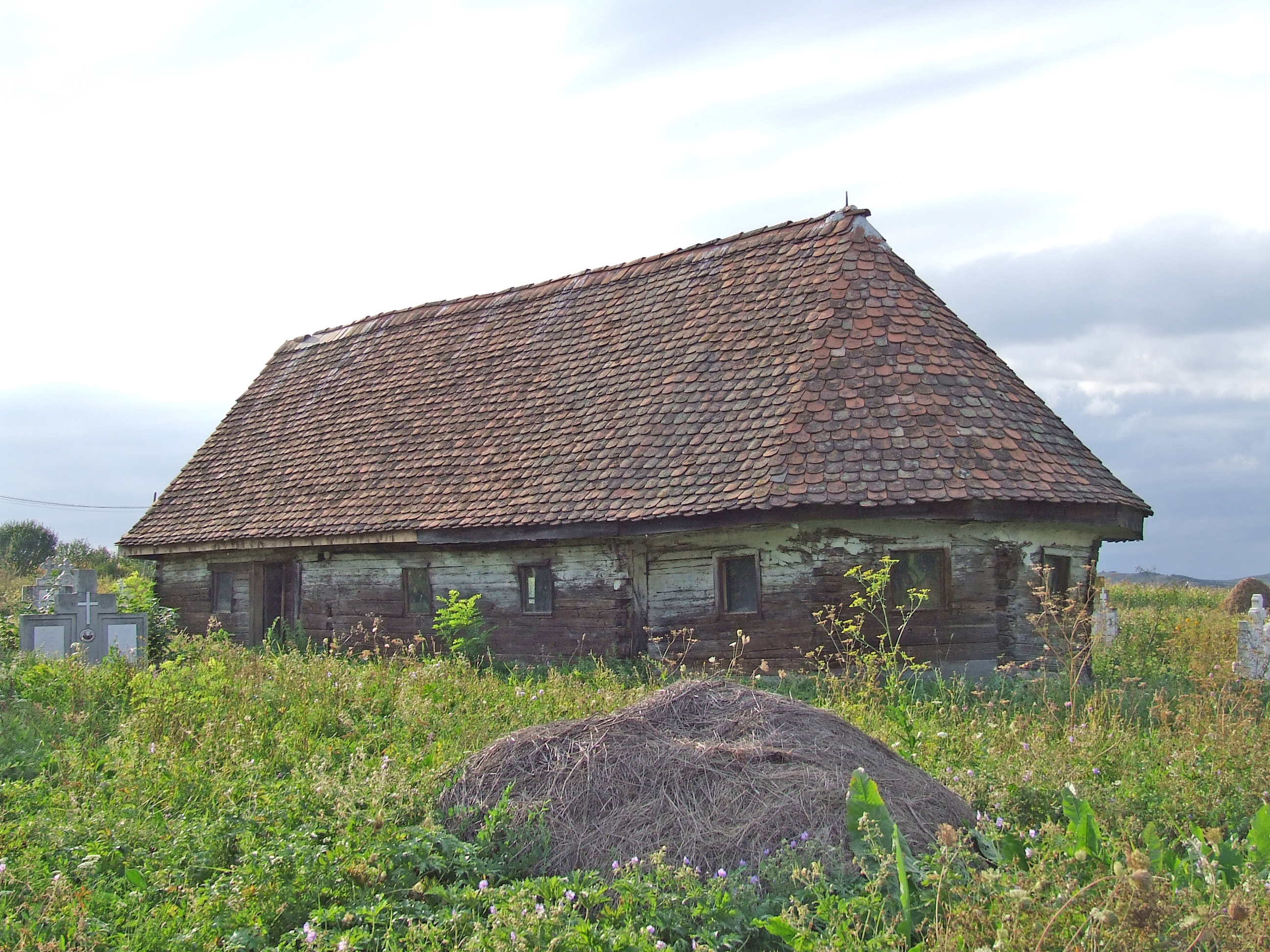
Vedere de ansamblu